# اضطرابات كركوك في 2023
اضطرابات كركوك في 2023 هي حادثة شارك فيها سكان عرب وأكراد وتركمان في مدينة كركوك في شمال العراق. بدأ الأمر في 26 آب/أغسطس 2023، وتمحور التوتر حول مبنى كان يستخدم مقرًا للحزب الديمقراطي الكردستاني واستخدمته القوات المسلحة العراقية بعد ذلك كمقر قيادة للعمليات المشتركة في المحافظة. كان سبب الاضطرابات هو نية الحكومة إعادة المقر إلى الحزب الديمقراطي الكردستاني. وبعد يومين، في 28 آب/أغسطس، نظم السكان العرب والتركمان في كركوك اعتصامًا أمام المبنى لمنع نقله، كما أغلقوا الطريق الرئيسي بين أربيل وكركوك. رداً على ذلك، قام الأكراد المؤيدون للحزب الديمقراطي الكردستاني بتنظيم احتجاجات مضادة وطالبوا بفتح الطريق المسدود. قمعت قوات الأمن العراقية الاحتجاجات بشكل مميت، مما أدى إلى مقتل أربعة متظاهرين أكراد. بعد ذلك، أوقفت المحكمة العليا في العراق عملية نقل المبنى.
في مقابلة بثتها قناة العراقية التي تديرها الدولة في 12 أيلول/سبتمبر 2023، اعترف رئيس الوزراء محمد شياع السوداني بأن التوترات في المدينة كانت مرتبطة بانتخابات المحافظات، و"انعدام الثقة"، وانعدام الانسجام بين المجموعات العرقية في المدينة بسبب قضايا طال أمدها.

## خلفية
تركز التوتر حول مبنى في كركوك كان في السابق مقراً للحزب الديمقراطي الكردستاني. أخلى الحزب المبنى بعد أن استولت القوات العراقية على كركوك رداً على استفتاء الاستقلال الكردي عام 2017، واحتلت قوات الأمن العراقية المبنى منذ ذلك الحين وحولته إلى مقرف قيادة للعمليات المشتركة. اندلع التوتر بعد أن أمر رئيس الوزراء السوداني بإعادة المبنى إلى الحزب الديمقراطي الكردستاني في الأول من أيلول/سبتمبر 2023، بموجب اتفاق توصل إليه مع الحزب المذكور عندما شكل السوداني حكومته في تشرين الأول/أكتوبر 2022.

## الأحداث
في 28 أغسطس/آب، نظم المتظاهرون العرب والتركمان اعتصاماً أمام المقر السابق للحزب الديمقراطي الكردستاني، مطالبين بوقف تسليم المبنى ومنع الحزب من استئناف عملياته في كركوك. وبحسب ما ورد، نصب المتظاهرون خيمة وأغلقوا الطريق الرئيسي الذي يربط كركوك وأربيل، عاصمة إقليم كردستان، مما أعاق الحركة بين كركوك وإقليم كردستان العراق من أجل عرقلة عودة الحزب الديمقراطي الكردستاني.
تصاعد التوتر مع وصول متظاهرين أكراد مناهضين لهم، وبلغ ذروته بنشر قوات الأمن العراقية واستخدام القوة المفرطة والمميتة لتفريق المتظاهرين.
وخلال الاحتجاجات، قُتل أربعة متظاهرين أكراد مؤيدين للحزب الديمقراطي الكردستاني، ثلاثة منهم بالرصاص. في المجمل، أصيب 16 شخصًا (بينهم عرب وتركمان) وتم اعتقال 40 آخرين. وفي اليوم التالي، فرضت السلطات العراقية حظر التجول وأوقفت المحكمة العليا عملية نقل المبنى.

## ردود الفعل
أمر رئيس الوزراء العراقي محمد شياع السوداني بإجراء تحقيق في الظروف التي أدت إلى مقتل المتظاهرين الأكراد. دعا رئيس وزراء إقليم كردستان مسرور بارزاني، سلطات البلاد إلى حماية حياة الناس في محافظة كركوك.